# しがきの丸
しがきの丸（しがきのまる）は、徳島県那賀郡那賀町に位置する山である。標高1,163.1m。

## 地理・概要
旧那賀郡木沢村にある山。坂州木頭川・沢谷川と、それぞれの支流・新居田川、じぞう谷の4つの流れに囲まれる山塊で、高城山から南東方に約3km離れた地点にある。中部山渓県立自然公園に含まれる。
南の山腹にはタヌキノショクダイが自生する。ヒナノシャクジョウ科で石灰岩地の濶葉樹林内に生える多年生の腐生植物で、1954年（昭和29年）に国の天然記念物に指定された。地質上は秩父帯に属す。
山名の由来は不詳であるが、小字の檻平の一部に「しがき」という地名があり、「しがき」の奥の丸い山の意味という説もある。